# HYLAS-1
HYLAS-1 (ang. Highly Adaptable Satellite) – brytyjski satelita telekomunikacyjny wystrzelony 26 listopada 2010 r. i umieszczony na orbicie geostacjonarnej 2 grudnia 2010 roku. Satelita umożliwia dostęp do szerokopasmowego bezprzewodowego Internetu (również na terenie Polski).
Został zbudowany dla brytyjskiego operatora Avanti Communications przez EADS Astrium we współpracy z indyjskim Antrixem. W budowie satelity wzięła też udział Europejska Agencja Kosmiczna (ESA), dostarczając odpowiednie technologie. HYLAS-1 jest pierwszym satelitą zbudowanym w ramach partnerstwa publiczno-prywatnego przy współudziale ESA.
Masa startowa satelity wynosiła 2242 kg, masa bez paliwa 1109 kg. Wymiary satelity to 4,2 × 2,6 × 2,5 m. Rozpiętość paneli baterii słonecznych wynosi 9,0 m, zaś rozpiętość anten – 6,0 m. HYLAS-1 posiada transpondery pracujące w pasmach Ka (8 wiązek) i Ku. Cechą charakterystyczną jest możliwość zmiany parametrów pracy transponderów już po wystrzeleniu. Nominalny czas pracy satelity ma wynieść 15 lat.
HYLAS-1 został umieszczony na orbicie geostacjonarnej na pozycji 33,5°W.
Kolejny satelita z tej serii, HYLAS-2, został wystrzelony 2 sierpnia 2012.